# Han Yoo-mi
Han Yoo-mi (kor. 한유미, ur. 5 lutego 1982 w Osan, w Korei Południowej) – południowokoreańska siatkarka, grająca jako przyjmująca. Obecnie pełni funkcję asystentki trenera reprezentacji Korei Południowej.

## Sukcesy reprezentacyjne
Mistrzostwa Azji:
- 2001

Igrzyska Azjatyckie:
- 2010

Mistrzostwa świata U-21:
- 2001

Mistrzostwa świata U-19:
- 1999

Mistrzostwa Azji U-19:
- 2000